# یواس‌اس سورن (۱۹۱۸)
یواس‌اس سورن (۱۹۱۸) (به انگلیسی: USS Severn (1918)) یک کشتی بود که طول آن ۴۰ فوت (۱۲ متر) بود.